# DocBook
DocBook – język znaczników do tworzenia dokumentacji technicznej, pierwotnie przeznaczony do opracowywania dokumentów związanych ze sprzętem i oprogramowaniem komputerowym, ale potem wykorzystywany w wielu innych dziedzinach. Można w nim opracowywać zarówno całe książki, jak i zwyczajne artykuły. Dodatkowe znaczniki umożliwiają tworzenie np. indeksów, słowników terminologii itd. Język powstał w roku 1991 jako wspólny projekt HaL Computer Systems oraz O’Reilly & Associates. Obecnie rozwija go DocBook Technical Committee w OASIS (pierwotnie SGML Open).
DocBook istnieje zarówno w postaci SGML-owego, jak i XML-owego DTD (Document Type Definition). Początkowo był aplikacją SGML-ową, jednak opracowano również jego XML-owy ekwiwalent, który zastąpił SGML w większości zastosowań – XML DTD pojawiło się razem z wersją 4 SGML DTD.
DocBook jest używany głównie przez wspólnotę Open Source. Przykładami są opisy API w Linux Documentation Project, GNOME i GTK+ API oraz dokumentacja kernela Linuksa. Format DocBook jest z kolei używany jako format pośredni dla języka znaczników AsciiDoc.
Norman Walsh i zespół DocBook Project rozwijają zbiór arkuszy stylów XSL (oraz przestarzałych DSSSL) do generowania wydruków, plików PDF, RTF i HTML z dokumentów w formacie DocBook (jak również generowania innych formatów, w tym stron man i plików HTML Help. Walsh jest też głównym autorem książki DocBook: The Definitive Guide, oficjalnej dokumentacji DocBook. Książka jest dostępna online, na licencji GNU FDL, oraz jako publikacja drukowana.
DocBook jest bardzo łatwy do rozszerzania. Każdy, kto tego potrzebuje, może przygotować odpowiednią nakładkę personalizacyjną (ang. customization layer), która doda nowe lub usunie niepotrzebne znaczniki. Jeżeli nakładka ma być rozpowszechniana, nie może się ona dalej nazywać DocBook.
Ponieważ DocBook jest aplikacją XML, dokumenty mogą być tworzone i edytowane w dowolnym edytorze tekstu. Istnieje jednak wiele dedykowanych narzędzi upraszczających ten proces. Edytor Emacs w trybie nXML posiada wbudowane informacje o schemacie DocBook, dzięki czemu użytkownicy mogą szybko dodawać nowe elementy lub przeprowadzać kontrolę dokumentu. Istnieją także narzędzia WYSIWYG (np. XMLmind) potrafiące automatycznie generować odpowiednią strukturę dokumentu DocBook w trakcie pisania.

## Przykładowy kod
```
<book
 
id=
"prosta_ksiazka"
>

  
<title>
Bardzo
 
prosta
 
książka
</title>

  
<chapter
 
id=
"prosty_rozdzial"
>

    
<title>
Rozdział
 
1
</title>

    
<para>
Witaj
 
świecie!
</para>

  
</chapter>

</book>

```

## Literatura
- Norman Walsh: DocBook: The Definitive Guide, O’Reilly Associates, ISBN 1-56592-580-7
- Bob Stayton: DocBook Xsl: The Complete Guide, Sagehill Enterprises, ISBN 0-9741521-1-0
- Joe Brockmeier: DocBook Publishing - A Better Way to Create Professional Documents, Prima Tech's Linux Series, ISBN 0-7615-3331-1